# 1954
1954. је била проста година.

## Догађаји

### Јануар
- 17. јануар — Милован Ђилас је смењен са свих функција.

### Фебруар
- 25. фебруар — Египатски председник Мухамад Нагиб, принуђен да поднесе оставку, а сву власт је као премијер и председник Револуционарног савета преузео Гамал Абдел Насер.

### Март
- 1. март — Хидрогенска бомба Кастл Браво је детонирана на пацифичком острву Бикини, што је изазвало један од најгорих случајева радиоактивног загађења изазваног тестирањем нуклеарног оружја.

### Април
- 26. април — Отворена међународна конференција о Кореји и Индокини у Женеви.

### Мај
- 7. мај — Војска Вијетмина је потукла Французе код Дијен Бијен Фуа, чиме је окончана француска доминација у Индокини.
- 10. мај — Бил Хејли и Комете су објавили Rock Around the Clock, прву рокенрол плочу која постиже прво место на музичким топ листама.
- 17. мај — Врховни суд САД је оспорио пропис из 1896. да образовање треба да буде „одвојено, али једнако“, чиме је формално одбачена расна сегрегација у државном школском систему.

### Јун
- 6. јун — Преносом манифестације „Фестивал цвећа” из Швајцарске почела је с радом Евровизија, телевизијска мрежа европских земаља.
- 11. јун — Амерички председник Двајт Д. Ајзенхауер је потписао закон којим су речи под Богом додати у заклетву застави САД.
- 27. јун — У Обнинску, близу Москве, отворена прва нуклеарна електрана у свету.

### Јул
- 31. јул — Италијанска експедиција коју је предводио Ардито Десио прва освојила врх Годвин Остин, познат као К2, на Каракоруму, други највиши планински врх на свету, висок 8.611 m.

### Септембар
- 8. септембар — У Манили су САД, Филипини, Аустралија, Нови Зеланд, Тајланд, Пакистан, Уједињено Краљевство и Француска, основали СЕАТО пакт, замишљен као карика у америчкој глобалној стратегији окруживања Совјетског Савеза.

### Октобар
- 5. октобар — Лондонски споразум (1954)
- 26. октобар — Одступањем последњег британског управитеља Зоне А, Слободна Територија Трста је службено подељена између Италије и СФР Југославије.

### Децембар
- 2. децембар — Сенат Сједињених Америчких Држава изрекао јавни прекор сенатору Џозефу Макартију због његовог свирепог понашања током истражног поступка против хиљада људи који су били осумњичени да су комунисти.
- 10. децембар — Српски и хрватски писци и лингвисти постигли Новосадски договор о српскохрватском књижевном језику, који је потписало 25 угледних стручњака за језик.

## Рођења

### Јануар
- 2. јануар — Милован Рајевац, српски фудбалер и фудбалски тренер[1]
- 5. јануар — Алекс Инглиш, амерички кошаркаш[2]
- 9. јануар — Мирза Делибашић, босанскохерцеговачки кошаркаш (прем. 2001)[3]
- 17. јануар — Богољуб Карић, српски политичар и бизнисмен[4]
- 18. јануар — Исмета Дервоз, босанскохерцеговачка певачица и политичарка[5]
- 27. јануар — Маринко Роквић, српски певач (прем. 2021)[6]
- 29. јануар — Опра Винфри, америчка ТВ водитељка, глумица и продуценткиња[7]

### Фебруар
- 6. фебруар — Ненад Милосављевић, српски музичар, најпознатији као фронтмен групе Галија[8]
- 7. фебруар — Дитер Болен, немачки музичар, музички продуцент, ТВ личност и писац, најпознатији као члан групе [9]
- 11. фебруар — Злата Петковић, српска глумица (прем. 2012)[10]
- 17. фебруар — Рене Русо, америчка глумица, продуценткиња и модел[11]
- 18. фебруар — Џон Траволта, амерички глумац, музичар и плесач[12]
- 19. фебруар — Сократес, бразилски фудбалер и фудбалски тренер (прем. 2011)[13]
- 20. фебруар — Пати Херст, америчка глумица и списатељица[14]
- 23. фебруар — Момчило Рајин, српски ликовни и музички критичар, теоретичар и историчар, уметник и издавач[15]
- 26. фебруар — Реџеп Тајип Ердоган, турски политичар, 12. председник Турске[16]
- 27. фебруар — Весна Ђапић, српска глумица[17]
- 28. фебруар — Енвер Петровци, југословенски и албански глумац, драматург и редитељ[18]

### Март
- 1. март — Рон Хауард, амерички глумац, редитељ, продуцент и сценариста[19]
- 3. март — Јелица Сретеновић, српска глумица[20]
- 4. март — Кетрин О’Хара, канадско-америчка глумица, комичарка и сценаристкиња[21]
- 5. март — Зоран Петровић, српски књижевник (прем. 2018)[22]
- 6. март — Харалд Шумахер, немачки фудбалски голман и фудбалски тренер[23]
- 7. март — Јасмина Тешановић, српска феминисткиња, књижевница и политичка активисткиња[24]
- 23. март — Весна Чипчић, српска глумица[25]
- 25. март — Ненад Манојловић, српски ватерполиста и ватерполо тренер (прем. 2014)[26]
- 28. март — Гордана Лазаревић, српска певачица[27]

### Април
- 1. април — Дитер Милер, немачки фудбалер[28]
- 7. април — Џеки Чен, кинески мајстор борилачких вештина, глумац, продуцент, сценариста и певач[29]
- 9. април — Денис Квејд, амерички глумац[30]
- 16. април — Елен Баркин, америчка глумица и продуценткиња[31]
- 23. април — Мајкл Мур, амерички редитељ, сценариста, продуцент и писац[32]
- 30. април — Џејн Кемпион, новозеландска редитељка, сценаристкиња и продуценткиња[33]

### Мај
- 8. мај — Дејвид Кит, амерички глумац и редитељ[34]
- 12. мај — Ненад Богдановић, српски политичар, 71. градоначелник Београда (прем. 2007)[35]
- 13. мај — Џони Логан, ирски музичар, двоструки победник Песме Евровизије[36]
- 13. мај — Александар Трифуновић, српски фудбалер[37]
- 19. мај — Фил Рад, аустралијски музичар, најпознатији као бубњар групе AC/DC[38]
- 30. мај — Синиша Ковачевић, српски драматург, сценариста и политичар[39]

### Јун
- 5. јун — Ратко Танкосић, српски глумац[40]
- 14. јун — Ђана Нанини, италијанска музичарка[41]
- 14. јун — Вил Патон, амерички глумац[42]
- 15. јун — Џејмс Белуши, амерички глумац и комичар[43]
- 19. јун — Кетлин Тарнер, америчка глумица и редитељка[44]
- 28. јун — Алис Криге, јужноафричка глумица и продуценткиња[45]
- 29. јун — Жуниор, бразилски фудбалер и фудбалски тренер[46]

### Јул
- 10. јул — Нил Тенант, енглески музичар и новинар, најпознатији као члан дуа Pet Shop Boys[47]
- 15. јул — Марио Кемпес, аргентински фудбалер и фудбалски тренер[48]
- 17. јул — Ангела Меркел, немачка политичарка[49]
- 26. јул — Витас Герулајтис, литванско-амерички тенисер (прем. 1994)[50]
- 27. јул — Драган Тодорић, српски кошаркаш[51]
- 28. јул — Уго Чавез, венецуелански политичар и официр, председник Венецуеле (1999—2013). (прем. 2013)[52]

### Август
- 1. август — Тревор Бербик, канадско-јамајкански боксер (прем. 2006)
- 6. август — Џон Мошита, амерички глумац[53]
- 7. август — Рајко Дујмић, хрватски музичар, најпознатији као вођа групе Нови фосили (прем. 2020)[54]
- 8. август — Драгиша Пешић, црногорски политичар, последњи премијер СР Југославије (прем. 2016)
- 12. август — Пет Метини, амерички џез музичар (гитариста и композитор)[55]
- 12. август — Франсоа Оланд, француски политичар, 24. председник Француске[56]
- 16. август — Џејмс Камерон, канадски редитељ, продуцент и сценариста[57]
- 30. август — Александар Лукашенко, белоруски политичар, 1. председник Белорусије[58]

### Септембар
- 7. септембар — Корбин Бернсен, амерички глумац, редитељ, сценариста и продуцент[59]
- 10. септембар —Дон Вилсон, амерички глумац и мајстор борилачких вештина
- 15. септембар — Љубомир Обрадовић, српски рукометаш и рукометни тренер[60]
- 17. септембар — Драган Симеуновић, српски фудбалер[61]
- 18. септембар — Денис Џонсон, амерички кошаркаш и кошаркашки тренер (прем. 2007)[62]
- 21. септембар — Шинзо Абе, јапански политичар, премијер Јапана (2006—2007, 2012—2020) (прем. 2022)[63]
- 24. септембар — Марко Тардели, италијански фудбалер и фудбалски тренер[64]
- 25. септембар — Хуанде Рамос, шпански фудбалер и фудбалски тренер[65]

### Октобар
- 1. октобар — Љубомир Травица, српски одбојкаш и одбојкашки тренер[66]
- 2. октобар — Лорејн Брако, америчка глумица[67]
- 3. октобар — Стиви Реј Вон, амерички музичар и музички продуцент, најпознатији као гитариста (прем. 1990)[68]
- 8. октобар — Мајкл Дудиков, амерички глумац[69]
- 9. октобар — Скот Бакула, амерички глумац[70]
- 10. октобар — Фернандо Сантос, португалски фудбалер и фудбалски тренер[71]
- 11. октобар — Војислав Шешељ, српски политичар[72]
- 19. октобар — Сем Алардајс, енглески фудбалер и фудбалски тренер[73]
- 19. октобар — Кен Стот, шкотски глумац[74]
- 23. октобар — Анг Ли, тајвански редитељ и сценариста[75]

### Новембар
- 1. новембар — Мирослав Лекић, српски редитељ[76]
- 5. новембар — Алехандро Сабеља, аргентински фудбалер и фудбалски тренер (прем. 2020)[77]
- 10. новембар — Нада Војиновић, српска глумица[78]
- 10. новембар — Хуанито, шпански фудбалер и фудбалски тренер (прем. 1992)[79]
- 12. новембар — Франо Ласић, хрватски глумац и певач[80]
- 13. новембар — Крис Нот, амерички глумац[81]
- 14. новембар — Бернар Ино, француски бициклиста[82]
- 19. новембар — Кетлин Квинлан, америчка глумица[83]
- 21. новембар — Јонас Казлаускас, литвански кошаркаш и кошаркашки тренер[84]
- 24. новембар — Емир Кустурица, српски редитељ, сценариста, глумац и музичар[85]
- 29. новембар — Џоел Коен, амерички редитељ, сценариста и продуцент[86]

### Децембар
- 1. децембар — Сребренко Репчић, босанскохерцеговачки фудбалер и фудбалски тренер[87]
- 4. децембар — Тони Тод, амерички глумац (прем. 2024)[88]
- 18. децембар — Реј Лиота, амерички глумац и продуцент  (прем. 2022)[89]
- 18. децембар — Милован Степандић, српски кошаркашки тренер (прем. 2020)
- 21. децембар — Крис Еверт, америчка тенисерка[90]
- 23. децембар — Брајан Тичер, амерички тенисер[91]
- 25. децембар — Ени Ленокс, шкотска музичарка[92]
- 28. децембар — Дензел Вошингтон, амерички глумац, редитељ и продуцент[93]

## Смрти

### Мај
- 14. мај — Хајнц Гудеријан, немачки генерал и један од твораца тактике блицкрига. (*1888)[94]

### Јун
- 7. јун — Алан Тјуринг, британски математичар, логичар, криптограф. (*1912)[95]

### Август
- 24. август — Жетулио Варгас, бразилски политичар[96]

### Септембар
- 27. септембар — Максимилијан фон Вајхс, немачки фелдмаршал

### Новембар
- 13. новембар — Евалд фон Клајст, немачки фелдмаршал
- 28. новембар — Енрико Ферми, италијански физичар. (*1901)
- 30. новембар — Вилхелм Фуртвенглер, немачки диригент[97]

## Нобелове награде
- Физика — Макс Борн и Валтер Боте
- Хемија — Лајнус Карл Полинг
- Медицина — Џон Френклин Ендерс, Томас Хакл Велер и Фредерик Чапман Робинс
- Књижевност — Ернест Хемингвеј
- Мир — Канцеларија Високог комесаријата Уједињених нација за избеглице
- Економија — Награда у овој области почела је да се додељује 1969. године